# Dolatettix
Dolatettix is een geslacht van rechtvleugeligen uit de familie doornsprinkhanen (Tetrigidae). De wetenschappelijke naam van dit geslacht is voor het eerst geldig gepubliceerd in 1907 door Hancock.

## Soorten
Het geslacht Dolatettix omvat de volgende soorten:
- Dolatettix arcuatus Haan, 1842
- Dolatettix belingae Günther, 1929
- Dolatettix borneensis Günther, 1935
- Dolatettix intermedius Willemse, 1932
- Dolatettix spinifrons Hancock, 1907
- Dolatettix sulcatus Stål, 1877